# 科利·韋德
科利·納坦尼爾·韋德（英語：Cory Nathaniel Wade，1983年5月28日—）出生於印地安那波利斯，曾為美國職棒大聯盟的救援投手。

## 大學時期
韋德在就讀肯塔基衛斯理公會派學院（Kentucky Wesleyan College）期間，於球隊是擔任投手和游擊手。在2004年的12場比賽中（10場擔任先發），他繳出5勝4敗、2.39防禦率的成績，並且在71.2局投球中三振了84名打擊者。

## 職業生涯

### 洛杉磯道奇

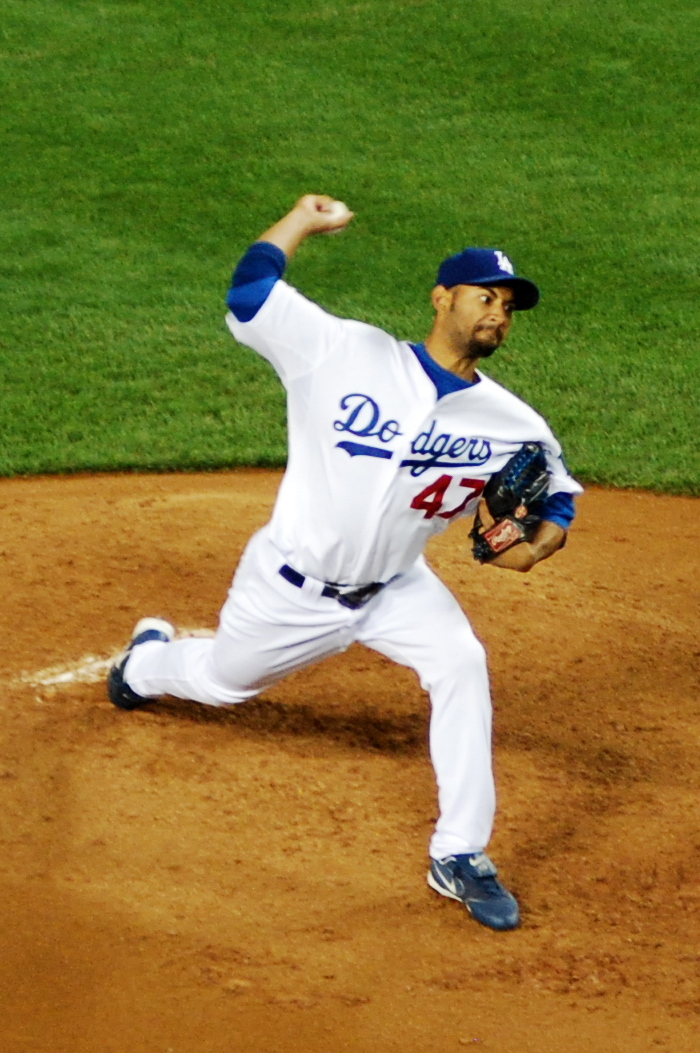
2008年，效力於洛杉磯道奇期間，在和休士頓太空人的比賽中投球的韋德。

韋德是在2004年的大聯盟選秀會中第10輪被洛杉磯道奇選中的球員，之後雙方簽下合約，韋德開始在小聯盟開始他的棒球職業生涯。2006年，他獲選參加南大西洋聯盟（South Atlantic League）的全明星賽。2007年，韋德在亞利桑那秋天聯盟（Arizona Fall League）開始他的球季，這一年他被道奇加入40人名單中。
2008年4月24日，韋德被球隊升上大聯盟，這一天在對亞利桑那響尾蛇的比賽中即登板中繼1局沒有失分，不過球隊最後落敗。在這一年新人球季中，韋德在71.1局的投球中，繳出2.27防禦率的成績，並且只被打51支安打。2009年韋德的成績退步，27.2局的投球中防禦率高達5.53，最後球隊在七月中將他送回小聯盟3A再磨練。2010年3月，韋德因傷被球隊放入60天傷兵名單，一直到7月1日，他被球隊移出40人名單，並被送往3A。總計今年在小聯盟出賽21場比賽，繳出3勝0敗和4.91防禦率的成績。球季結束以後，道奇選擇不和韋德續約。

### 坦帕灣光芒
2011年，韋德和坦帕灣光芒簽下小聯盟的合約。在小聯盟總計投了36.2局，繳出1.23防禦率的成績，但在6月的時候被釋出。

### 紐約洋基
2011年6月13日，韋德和紐約洋基簽下小聯盟合約，不過在6月15日的時候，他被買下合約升上大聯盟。再重新升上大聯盟的第1天，就在球隊對德州遊騎兵的比賽中登板投球，投1局沒有失分。隔天6月16日對遊騎兵的比賽，他於延長比賽的第11局上場投球，投2局沒有失分，最後球隊在12局下得分獲勝，而他也拿下加盟洋基後的第1勝，也是轉隊到美國聯盟以後的第1勝。

## 外部連結
- 球員資訊和成績在MLB ，ESPN ，Retrosheet ，Baseball Reference ，Baseball Reference (Minors) ，Fangraphs ，The Baseball Cube （英文）